# Change Partners
Change Partners ist ein Lied aus dem Soundtrack des Filmmusicals Sorgenfrei durch Dr. Flagg – Carefree. Komponiert und getextet wurde der Song von Irving Berlin. Gesungen wird er im Film von Fred Astaire. Im Lied fragt der Sänger eine Frau, ob sie immer mit demselben Mann tanzen müsse, wie sie es den ganzen Abend getan habe, und fordert sie auf, einmal mit ihm zu tanzen und bietet sogar an, den bisherigen Tanzpartner ans Telefon rufen zu lassen, um ihn von der Frau wegzulocken. Der Sänger ist sich sicher, dass die Frau möglicherweise nie wieder mit einem anderen Partner tanzen wollen wird, wenn sie erst einmal mit ihm auf der Tanzfläche gewesen ist („then/you may never want to change partners again“).
Bereits 1938 wurde der Song auch von Larry Clinton, Jimmy Dorsey, Bunny Berigan, Eddie Carroll, Jan Savitt, Glenn Miller und 1941 in Deutschland von Charlie and His Orchestra eingespielt.
Es existieren diverse weitere Coverversionen des Titels, unter anderem von Herb Geller, Tommy Flanagan, Charlie Byrd, Yehudi Menuhin und Stéphane Grappelli. Tom Lord listet im Bereich des Jazz insgesamt 116 Versionen des Songs.

## Auszeichnungen
Change Partners war 1938 in der Version von Fred Astaire acht Wochen auf Platz 1 der US-Billboard Charts platziert sowie in weiteren Hitparaden der 1930er-Jahre ganz vorn mit dabei.
Bei den 100 Top Songs des Jahres 1938 steht Change Partners
- a) mit 152 Punkten (von möglichen 200) in der Version von Jimmy Dorsey auf Platz 14.,
- b) mit 150 Punkten (in der Version von Fred Astaire) auf Platz 19,
- c) mit 95 Punkten (in der Version von Ozzie Nelson) auf Platz 84.[8]

Auf der Oscarverleihung 1939 war Irving Berlin, neben weiteren Nominierungen, auch mit seinem Lied Change Partners für den „Besten Song“ nominiert. Die Ehre des Gewinns wurde jedoch Ralph Rainger und Leo Robin für ihren für den Film The Big Broadcast of 1938 geschriebenen Song Thanks for the Memory zuteil.